# Somers Point
Somers Point ist eine Stadt im Atlantic County, New Jersey, USA. Das U.S. Census Bureau ermittelte bei der Volkszählung 2020 eine Einwohnerzahl von 10.469.

## Geographie
Nach dem United States Census Bureau hat die Stadt eine Gesamtfläche von 13,4 km², wovon 10,4 km² Land und 3,0 km² (22,05 %) Wasser ist.

## Geschichte
Drei Bauwerke und Stätten des Orts sind im National Register of Historic Places (NRHP) eingetragen (Stand 24. Oktober 2018).

## Demographie
Nach der Volkszählung von 2000 gibt es 11.614 Menschen, 4.920 Haushalte und 2.952 Familien in der Stadt. Die Bevölkerungsdichte beträgt 1.112,7 Einwohner pro km². 85,66 % der Bevölkerung sind Weiße, 7,01 % Afroamerikaner, 0,25 % amerikanische Ureinwohner, 3,17 % Asiaten, 0,03 % pazifische Insulaner, 2,25 % anderer Herkunft und 1,64 % Mischlinge. 5,99 % sind Latinos unterschiedlicher Abstammung.
Von den 4.920 Haushalten haben 29,4 % Kinder unter 18 Jahre. 41,2 % davon sind verheiratete, zusammenlebende Paare, 14,5 % sind alleinerziehende Mütter, 40,0 % sind keine Familien, 32,9 % bestehen aus Singlehaushalten und in 11,7 % Menschen sind älter als 65. Die Durchschnittshaushaltsgröße beträgt 2,32, die Durchschnittsfamiliengröße 2,97.
23,4 % der Bevölkerung sind unter 18 Jahre alt, 7,1 % zwischen 18 und 24, 31,6 % zwischen 25 und 44, 22,9 % zwischen 45 und 64, 15,1 % älter als 65. Das Durchschnittsalter beträgt 38 Jahre. Das Verhältnis Frauen zu Männer beträgt 100:88,7, für Menschen älter als 18 Jahre beträgt das Verhältnis 100:84,2.
Das jährliche Durchschnittseinkommen der Haushalte beträgt 42.222 USD, das Durchschnittseinkommen der Familien 51.868 USD. Männer haben ein Durchschnittseinkommen von 39.650 USD, Frauen 28.691 USD. Der Prokopfeinkommen der Stadt beträgt 22.229 USD. 7,0 % der Bevölkerung und 5,0 % der Familien leben unterhalb der Armutsgrenze, davon sind 8,3 % Kinder oder Jugendliche jünger als 18 Jahre und 2,3 % der Menschen sind älter als 65.

## Söhne und Töchter der Stadt
- Peter Erskine (* 1954), Jazz-Schlagzeuger
- Edward O’Brien (1914–1976), Leichtathlet
- Philip E. Orbanes, Spieleautor